# 超速戦姫ヴァルキリータ→ン
超速戦姫ヴァルキリータ→ン（ちょうそくせんきヴァルキリーターン）は、ボートレース江戸川で開催されているオール女子戦のイメージキャラクターを用いた公認のスピンオフ企画。

## 概要
ボートレース江戸川ではオール女子戦（女子ボートレーサーによる競走）が年に1、2回開催されており、その開催告知ポスターを毎回製作していた。そんな折、ポスター用の江戸川オリジナル女性キャラクターを作ることになり、キャラクター原案・ポスタービジュアルをアニメ製作に携わっている作画監督らに依頼した。「このキャラクターでアニメ化するとしたら」という過程の元で、各キャラクター、ストーリー、作品タイトルなどの設定・アイディアが生み出された。出来上がったキャラクターのポスターを幾度と製作するにつれ、ポスター用のみのキャラクターで終わらせるのは悔やまれるとスタッフらが感じるようになり、「アニメ化」という壮大な夢に向けて挑戦すべく「超速戦姫ヴァルキリータ→ン製作委員会」を発足させた。

## 登場人物
小松川明日風（こまつがわ あすか）
声 - 山本希望
船堀迎（ふなぼり むかえ）
声 - 佳村はるか
タマーラ・アリア・瑞江・アンドロポポフ（タマーラ・アリア・みずえ・アンドロポポフ）
声 - 谷口夢奈
篠崎夢見（しのざき ゆめみ）
声 - 鈴木亜理沙
本八幡有菜（もとやわた ありな）
声 - 髙山ゆうこ
菊川陽乃（きくかわ ひなの）
声 - 榎吉麻弥
葛西光牙（かさい こうが）
声 - 檜山修之
行徳丈一（ぎょうとく じょういち）
声 - 森久保祥太郎

## Webラジオ
超速電波ヴァルキリータ→ン（ちょうそくラジオヴァルキリーターン）のタイトルで放送されている。
番組概要
「超速戦姫ヴァルキリータ→ン」の活動状況、イベント情報などを届ける簡易動画付きラジオ番組。
配信時間
超!A&G+
- 毎週土曜 17:30 - 18:00（2017年1月7日 - 2020年12月26日）

AG-ON
- 毎週日曜 正午更新（2017年1月8日 - 5月28日）※1週間視聴可能

AG-ON Premium
- 毎週日曜 正午更新（2017年6月4日 - ）※3ヶ月間視聴可能

パーソナリティ
- 山本希望（小松川明日風 役）
- 佳村はるか（船堀迎 役）
- 檜山修之（葛西光牙 役）

コーナー
- ヴァルキリータ→ンの予告をつくろう！ - リスナーから「ヴァルキリータ→ン」各話の妄想エピソードを募集する。
- 目指せ！同調旋回（シンクロターン） - リスナーから「 - といえば?」の質問と答えを募集する。リスナーとパーソナリティとの同調（シンクロ）を目指す。
- ヴァルキリータ→ンの歌を作ろう！ - 「ヴァルキリータ→ン」のOPテーマ曲を作っていくコーナー。
- ヴァルキリータ→ン セリフジングル - パーソナリティ3人が演じているキャラクターが言いそうなセリフをリスナーから募集。
- ランキングコーナー ヴァルキリーカップ - ボートレースのカップレースのような、番組が設定したカップレースとそれに出艇する各項目に対してリスナーが投票していく。

ゲスト
- 第3回 - 谷口夢奈（タマーラ・アリア・瑞江・アンドロポポフ 役）
- 第4回 - 鈴木亜理沙（篠崎夢見 役）
- 第5回 - 髙山ゆうこ（本八幡有菜 役）
- 第6回 - 榎吉麻弥（菊川陽乃 役）
- 第8回 - 芦澤望（ボートレーサー）
- 第9回 - 森作広大（ボートレーサー）
- 第17回 - 森久保祥太郎（行徳丈一 役）
- 第23回 - 工藤晴香（主題歌担当）
- 第24回 - 榎吉麻弥
- 第25回 - 西舘健（ボートレーサー）
- 第26回 - 髙山ゆうこ
- 第27回 - 富樫麗加（ボートレーサー）
- 第34回・第35回 - 谷口夢奈、鈴木亜理沙、髙山ゆうこ、榎吉麻弥（屋形船にてロケ収録）

イベント
超速電波ヴァルキリータ→ン 公開イベント
- 開催日 - 2017年3月19日
- 会場 - ボートレース江戸川
- 出演 - 山本希望、佳村はるか、檜山修之、芦澤望、森作広大

超速電波ヴァルキリータ→ン 第2回公開イベント
- 開催日 - 2017年7月17日
- 会場 - 文化放送メディアプラスホール
- 出演 - 山本希望、佳村はるか、檜山修之、谷口夢奈、鈴木亜理沙、高山ゆうこ、榎吉麻弥、工藤晴香

超速電波ヴァルキリータ→ン 第3回公開イベント
- 開催日 - 2017年7月17日
- 会場 - ボートレース江戸川
- 出演 - 山本希望、佳村はるか、檜山修之、谷口夢奈、鈴木亜理沙、高山ゆうこ、榎吉麻弥

| 超!A&G+ 土曜日 17:30 - 18:00 | 超!A&G+ 土曜日 17:30 - 18:00 | 超!A&G+ 土曜日 17:30 - 18:00 |
| 前番組                       | 番組名                       | 次番組                       |
| ---------------------------- | ---------------------------- | ---------------------------- |
| 声優グランプリ ザ・Radio     | 超速電波ヴァルキリータ→ン    | -                            |

## 4コマ漫画
公式サイトにて2017年1月7日より配信（毎週土曜更新）※バックナンバー有り
- 漫画・イラスト担当 - えらんと

## テーマ曲
「超速戦姫ヴァルキリータ→ン」主題歌CD
2017年12月29日 - 31日開催のC93文化放送ブースにて先行販売予定
#1 「Resonance 〜共鳴する想い〜」
作詞 - 「超速電波ヴァルキリータ→ン」リスナーのみなさん / 作曲 - Devi / 編曲 - 悠木真一 / 歌 - 小松川明日風（山本希望）、船堀迎（佳村はるか）
※「超速戦姫ヴァルキリータ→ン」オープニングテーマ曲
#2 「L・・・」
作詞 - 山本希望 / 作曲・編曲 - Devi / 歌 - 小松川明日風（山本希望）、船堀迎（佳村はるか）
※「超速戦姫ヴァルキリータ→ン」エンディングテーマ曲
#3 「Resonance 〜共鳴する想い〜」（Instrumental）
#4 「L・・・」（Instrumental）
「Resonance 〜共鳴する想い〜」（Instrumental）はボートレース江戸川の周回展示航走の場内BGMとして採用されている。